# 白浜中央海水浴場
白浜中央海水浴場（しらはまちゅうおうかいすいよくじょう）は、静岡県下田市にある9つの海水浴場の一つ。白浜海岸は白浜神社を境に、北が中央海岸、南は白浜大浜と呼ばれており、その北の部分が白浜中央海水浴場となっている。この海水浴場は砂浜だけでなく岩場も多い上、入り江の部分もあり波が静かなため、家族連れが多い海水浴場となっている。また、天気の良い日には伊豆諸島の島々が見える。
環境省の日本の水浴場88選や快水浴場百選にも選ばれている。